# Wiktor Abakumow
Wiktor Siemionowicz Abakumow, ros. Виктор Семёнович Абакyмов, ur. 11 kwietnia?/24 kwietnia 1908 w Moskwie, stracony 24 grudnia 1954 w Leningradzie) – Ormianin, generał pułkownik, wysoki funkcjonariusz służb specjalnych ZSRR – cywilnych (GUGB NKWD ZSRR) i wojskowych (Smiersz).
Znany był m.in. z własnoręcznego torturowania i wymuszania zeznań na skazanych. Skazany i stracony za udział w tzw. sprawie leningradzkiej.

## Początki służby
W 1921 ukończył 4 klasy szkoły miejskiej. Od 1930 pracował w Komsomole w Moskwie, tego samego roku wstąpił do WKP(b). Od 1932 był pracownikiem terenowych organów bezpieczeństwa, m.in. w Wydziale Ekonomicznym (EKO) przy Pełnomocnym Przedstawicielstwie (PP) Zjednoczonego Państwowego Zarządu Politycznego (OGPU) obwodu moskiewskiego. W 1933 został przeniesiony do moskiewskiej centrali ZPZP (tzw. Łubianki), do Zarządu Ekonomicznego (EKU OGPU).

## W NKWD
W połowie 1934 po reorganizacji sowieckich organów bezpieczeństwa służył w 1 Oddziale Wydziału Ekonomicznego (ros. EKO) Głównego Zarządu Bezpieczeństwa Państwowego (ros. GUGB) w NKWD. 1 sierpnia 1934 został przeniesiony za nadużycia służbowe do Głównego Zarządu Poprawczych Obozów Pracy (GuŁag), gdzie służył do 1937 m.in. jako oficer operacyjny w 3 Oddziale Wydziału Ochrony GUŁAG.
Od 15 kwietnia 1937 do marca 1938 służył w jednym z Oddziałów w Wydziale 4 (OO – Specjalnym) Głównego Zarządu Bezpieczeństwa Państwowego (ros. GUGB) NKWD. Po kolejnej reorganizacji struktur aparatu bezpieczeństwa w marcu 1938, został zastępcą szefa 4 Wydziału I Zarządu NKWD ZSRR, a później od 29 września 1938 do 1 listopada 1938, pełnił obowiązki zastępcy Piotra Fiedotowa, ówczesnego szefa Wydziału 2 (Tajno-Politycznego – SPO) GUGB NKWD ZSRR.
Od 5 grudnia 1938 pełnił obowiązki, a od 27 kwietnia 1939 był faktycznym szefem zarządu NKWD obwodu rostowskiego. Kierował organizacją masowych represji w Rostowie nad Donem.
12 lutego 1941, po utworzeniu Ludowego Komisariatu Bezpieczeństwa Państwowego (NKGB) powrócił do Moskwy, gdzie 25 lutego 1941 został jednym z zastępców Ławrientija Berii – ówczesnego Ludowego Komisarza Spraw Wewnętrznych (szefa NKWD). 19 lipca 1941 został dodatkowo szefem Zarządu Wydziałów Specjalnych (kontrwywiad w wojsku i innych formacjach zbrojnych), gdzie po ataku III Rzeszy na ZSRR prowadził akcję likwidacji najwyższych dowódców Armii Czerwonej oskarżonych o zdradę i tchórzostwo. Stanowisko to sprawował do 14 kwietnia 1943. 4 lutego 1943 został mianowany komisarzem bezpieczeństwa państwowego II rangi.

## Szef kontrwywiadu
19 kwietnia 1943 wydziały specjalne zostały wyłączone z NKWD i przekazane do nowo utworzonego Głównego Zarządu Kontrwywiadu SMIERSZ (GUKR, Главное управление контрразведки СМЕРШ) przy Ludowym Komisariacie Obrony ZSRR. Abakumow stanął na jego czele w randze zastępcy ludowego komisarza obrony, kierując kontrwywiadem armii i floty. Jednocześnie pracownicy SMIERSZa prowadzili filtrację uwolnionych z niewoli żołnierzy radzieckich i rozpoznanie niepożądanych elementów na terenach zajmowanych przez armię.
Z rozkazu Abakumowa w Budapeszcie został aresztowany Raoul Wallenberg – szwedzki dyplomata, który w czasie wojny uratował tysiące ludzi. W 1944 Abakumow był jednym z organizatorów deportacji ludów Północnego Kaukazu. Jednocześnie od stycznia do lipca 1945 był pełnomocnikiem LKSW 3 Frontu Białoruskiego. 9 lipca 1945 został mianowany generałem pułkownikiem.
Zaraz po wojnie, na osobiste polecenie Józefa Stalina, zbierał materiały obciążające marszałka Gieorgija Żukowa. Stanowisko szefa Smiersza sprawował do jego rozformowania i włączenia struktur do Ministerstwa Bezpieczeństwa Państwowego ZSRR jako III Zarządu 27 kwietnia 1946.

## Minister bezpieczeństwa i aresztowanie
4 maja 1946, w związku z wejściem SMIERSZa w skład MBP (III Zarząd) Stalin mianował Abakumowa ministrem bezpieczeństwa państwowego. Jednocześnie w latach 1946–1951 był członkiem Komisji Biura Politycznego CK WKP(b) do Spraw Sądowych. W skład MGB Abakumow stopniowo przejął z MWD milicję, straż przemysłową, straż sądową, jednakże w maju 1947 z podporządkowania został mu zabrany wywiad.
W 1948 z polecenia Stalina zorganizował zabójstwo Solomona Michoelsa, a w latach 1950–1951 pod jego bezpośrednim kierownictwem przystąpił do organizowania terroru, m.in. „sprawy lotnictwa”, fałszowania „sprawy leningradzkiej”, „sprawy megrelskiej”, zdaniem Stalina nie wykazał dostatecznej aktywności w „sprawie lekarzy”, za co w lipcu 1951 został zastąpiony na stanowisku ministra przez Siergieja Ogolcowa.
W listopadzie 1950 Abakumow przedstawił Stalinowi pomysł deportacji Świadków Jehowy na Syberię w ramach Operacji Północ. 19 lutego 1951 wystosował do niego tajne pismo omawiające szczegółowy plan tej deportacji, a Stalin go zatwierdził.
12 lipca 1951 po oskarżeniu przez Michaiła Riumina w piśmie do Stalina o ukrywanie wrogiej agentury, w tym figurantów rozpoczynającej się „sprawy lekarzy”, Abakumow przy udziale Berii i Malenkowa został aresztowany wraz z najbliższą rodziną (żoną i synem) i był przetrzymywany w Lefortowie, oskarżony o ukrywanie syjonistycznego spisku w MBP. W czasie śledztwa był wielokrotnie poddawany torturom.
Na posiedzeniu wyjazdowym w dniach 12–19 grudnia 1954 Wojskowego Kolegium Sądu Najwyższego ZSRR w Leningradzie został uznany za winnego fabrykowania spraw sądowych i innych przestępstw związanych z nadużywaniem stanowisk, zdrady ojczyzny, szkodnictwa narodowego, dokonywania aktów terroru, uczestnictwo w kontrrewolucyjnej organizacji – został za to ostatniego dnia procesu skazany na rozstrzelanie, wspólnie z wykonawcami „sprawy leningradzkiej” (A. Leonowem, W. Komarowem i M. Lichaczowem). Wyrok wykonano 24 grudnia 1954 (inne źródła podają 18 grudnia 1954).
W 1994 wyrok został (pośmiertnie) zamieniony na 25 lat pozbawienia wolności bez konfiskaty mienia i przekwalifikowany na artykuł dotyczący przestępstwa przeciwko zasadom pełnienia służby wojskowej.
Żona Abakumowa, Antonina (ur. 1920), córka estradowego artysty-hipnotyzera Ornaldo (Nikołaja A. Smirnowa), była kapitanem bezp. państwowego. W lipcu 1951 została aresztowana razem z małoletnim synem (ur. w kwietniu 1951), 3 lata przebywała w więzieniu. Została uwolniona w marcu 1954, później zrehabilitowana.

## Stopnie w organach
- 20 grudnia 1936 – młodszy porucznik bezpieczeństwa państwowego (b.p.);
- 5 listopada 1937 – porucznik b.p.;
- 28 grudnia 1938 – kapitan b.p.;
- 14 marca 1940 – starszy major b.p.;
- 9 lipca 1941 – komisarz b.p. III rangi;
- 4 lutego 1943 – komisarz b.p. II rangi;
- 9 lipca 1945 – generał pułkownik.

## Odznaczenia i medale
- 9 maja 1938 – Odznaka Zasłużonego Pracownika CzeKa/GPU[potrzebny przypis] (XV)
- 26 kwietnia 1940 – Order Czerwonego Sztandaru nr 4697
- 31 lipca 1944 – Order Suworowa I stopnia nr 216
- 8 marca 1944 – Order Suworowa II stopnia nr 540
- 21 kwietnia 1945 – Order Suworowa I stopnia nr 385
- ? – Order Czerwonej Gwiazdy nr 847892
- ? – Order Czerwonego Sztandaru